# Shaye Saint John
 (mars 2018).
Si vous disposez d'ouvrages ou d'articles de référence ou si vous connaissez des sites web de qualité traitant du thème abordé ici, merci de compléter l'article en donnant les références utiles à sa vérifiabilité et en les liant à la section « Notes et références ».
Shaye Saint John, Shaye St. John ou encore Elastic Spastic Plastic Fantastic est un personnage de fiction et un projet artistique qui apparaît dans une série de courts-métrages surréalistes et malsains. Saint John, créé par Eric Fournier, est décrit comme étant une femme défigurée dans un accident de train, qui a reconstruit son corps avec des pièces de mannequin,. Son site web a été supprimé quand Eric est mort, mais existe encore dans les archives.

## Concept et courts métrages
Le personnage de Shaye Saint John (sans doute ?) joué par Eric Fournier, la montre avec un masque en plastique, habillé la plupart du temps par une longue robe, portant une perruque, et manipulant ses mains en bois.  Elle est décrite comme ayant été victime d'un accident de voiture majeur qui a entraîné la perte de ses bras et de ses jambes. Elle a n'a pas voulu porter de prothèses, préférant des membres de mannequins. Elle déclara d'ailleurs à ce sujet "que c'était vraiment bien plus marrant". Saint John porte une série de masques tout au long de ses vidéos, soi-disant parce qu'elle ne veut pas que quelqu'un voie à quoi elle ressemble vraiment. Le créateur, Eric Fournier, avoua à propos de Shaye Saint John que "c'était vraiment mauvais, c'est pour ça qu'elle devait porter le masque". 
En 2003, le personnage a lancé un blog sur LiveJournal. Une chaîne YouTube nommée Shaye Saint John a été créée le 30 août 2006 et a mis en ligne les 56 vidéos filmées (ou jouées) par Eric dans les années 1990. Celle-ci met en scène principalement Shaye dans sa vie quotidienne, aux côtés de ses amis comme Kiki,  poupée brûlée ayant des pouvoirs de télékinésie, ou encore Kristen, poupée-baigneur nue. Shaye semble être constamment énervé contre ceux-ci, et avoir parfois d'étranges saute d'humeur.
Parallèlement, une chaîne nommé Elastic Plastic Spastic Fantastic met en ligne depuis 2006 toutes les vidéos postées par Shaye. Avant sa mort, Eric décida de créer un DVD compilant les 30 triggers (vidéo de 1 à 3 minutes filmant la vie quotidienne de Shaye). Celui-ci fut un échec, causé principalement par la crainte qu'inspirait Shaye Saint John. En novembre 2017, la chaîne Shaye Saint John fut fermée pour une raison inconnue.
Voici une liste de ses vidéos les plus populaires :
- Hand Thing, celle-ci ayant fait plusieurs millions de vues, semblent être la plus connue de tous. Elle met en scène Shaye et son ami Preena, dans ce qu'ils appellent "la maison des prières". Preena apparait derrière un mur et demande à Shaye si aujourd'hui elle a fait "la chose avec la main". Shaye se met alors à se frotter frénétiquement les mains, geste auquel Preena essaye de résister, mais celui-ci décide finalement de faire la chose. Il la questionne par rapport au but de ce geste, semble vouloir arrêter mais se met alors à le faire de plus en plus rapidement, tandis que Shaye fatigue, et décide finalement d'arrêter. À la fin de la vidéo, nous voyons Preena qui semble demander à Shaye la même chose qu'au début de la vidéo, ce qui laisse penser que l'histoire se répète sans doute à l'infini. Dans cette vidéo, Preena s'est déguisé en poupée pour mieux ressembler à Shaye.
- Street Walking, ou Shaye déambule dans les rues de Hollywood, sous l’œil effrayé des gens aux alentours. Plusieurs fois dans la vidéo, un cri strident se fait entendre. À la fin, Shaye semble elle aussi horrifiée. Dans la description, elle affirme qu'elle déambule depuis des jours dans cette rue, et qu'elle fut finalement accueilli par un enfant dyslexique nommé Nhol.
- Sink Stink, ou elle semble laver sa poupée Kristen dans un évier sale, le tout sur une musique étrange. À la fin de la vidéo, il n'y a plus que sa tête qui baigne dans l'évier.
- My little mousy qui est le vingt-huitième trigger de Shaye, ou on peut la voir se coiffer dans sa maison, en chantonnant devant son miroir. Dans la cuisine, un bruit se fait entendre. Shaye se retourne, étonnée, mais continue de se coiffer. Un bruit se fait encore entendre. Shaye décide d'aller voir ce qui se passe, et elle entend à ce moment-là un bruit de vaisselle cassée. Elle avance dans la cuisine, et voit sur le plancher sale une souris électrique qui se déplace sur le sol. Shaye entre en phase d'extase. Elle affirme trouver cette souris mignonne et ne pas pouvoir résister à son attraction. Elle ferme tous les tiroirs et toutes les portes pour que la souris ne s'enfuisse pas. Elle commence à danser avec celle-ci. D'un coup, Shaye ne se contrôle plus : Elle semble être secoué de violent spasmes. Elle tombe par terre violemment, et tente ensuite d'attraper la souris. Malheureusement, elle n'y parvient pas, et enlève donc sa jambe en plastique pour frapper la souris électrique. La souris part on ne sait où. Shaye, soulagée, se redresse, et s'indigne : elle a cassé sa jambe de mannequin. À la fin de la vidéo, Shaye semble "vomir" des vêtements attachés entre eux.
- OMG-OO-LALA est la plus étrange de ses vidéos. Nous voyons Shaye, assis dans un fauteuil, frapper sa tête avec un masque de carnaval. Elle le fait plusieurs fois durant cette vidéo, ou elle répète constamment Omg. Selon elle, elle serait atteinte d'un syndrome étrange mais tout à fait normal. À la fin de la vidéo, elle est couchée sur une couverture, les jambes en l'air ascendantes et descendantes. Elle répète plusieurs fois le mot Oo-lala.
- Washroom, ou Shaye s'enferme dans une salle de bain, la nuit, pour une raison inconnue. Le téléphone sonne et la mère de Shaye lui ordonne de sortir de cette salle de bain, qu'elle juge dangereuse. Quelques minutes plus tard, Kiki se téléporte dans la salle de bain ou il se met à léviter, afin d'effrayer Shaye. Celle-ci pousse un cri strident, et tente de sortir de la pièce, paniquée. Pendant ce temps, nous voyons Kristen rôdant dans les hautes herbes aux alentours de l'entrée de la salle de bain. Lorsque Shaye parvient à en sortir, Kristen se jette sur elle et Shaye trébuche en criant. Après plusieurs minutes de lutte, Shaye attrape Kristen et la frappe plusieurs fois, avant de la jeter violemment contre les hautes herbes. Malheureusement, ces jambes étant en plastique, elle ne peut se relever. Elle tente de se redresser plusieurs fois, mais échoue. Elle pique une colère, mais arrive finalement à se lever. Elle s'enfuit au loin dans la nuit. Selon Shaye, la salle de bain fut l'endroit ou Eric mourra. Ce qui est finalement faux.

## Eric Fournier
Eric Fournier, artiste et peintre, abandonna le projet Shaye Saint John peu avant sa mort. Il meurt en 2010 d'un saignement interne dû à son alcoolisme. Le projet Shaye tenta d'être relancé, mais fût finalement abandonné définitivement, par manque de motivation. Vers 2012, une vidéo de Shaye dépourvu de son masque tournait sur YouTube, malheureusement ce n'était pas elle.